# ダヒル・リヤレ・カヒン
ダヒル・リヤレ・カヒン（Daahir Riyaale Kaahin, 1952年 - ）は、ソマリランド共和国の政治家で第3代大統領。旧イギリス領ソマリランド西部生まれ。

## 来歴
かつてはジブチ駐在のソマリア大使館やソマリア情報部に勤務。その後は州知事、ビジネスマンなどを経て1997年にイブラヒム・エガル第2代大統領のもとで副大統領就任。エガル大統領の死去後、2002年5月3日に暫定大統領に就任。2003年4月14日の大統領選で、統一人民民主党(UDUB)の候補となり、当選した。大統領選挙の投票率は95%を超え、対立候補とは接戦だった。
2010年6月の大統領選挙では、有権者53万人が投票し、最大野党統一党のアフメッド・シランヨ党首が49.6%を得票して当選、2期目を狙うカヒンは33.2%の得票にとどまり、2010年7月27日に大統領職をシランヨに譲った。

## 2003年大統領選挙結果
- ダヒル・リヤレ・カヒン（統一人民民主党）－205,595票（42.08%）
- アフメッド・シランヨ（Ahmed M. Mahamoud Silanyo－平和統一開発党）－205,515票（42.07%）
- ファイサル・アリ・ワラベ（Faysal Ali Warabe－正義開発党）－77,433票（15.85%）